# 福原信和
福原 信和（ふくはら のぶかず、1911年（明治44年）11月12日 - 1994年（平成6年）9月27日）は、日本の実業家、理学博士。 元株式会社資生堂代表取締役社長、同社会長、元福原興業株式会社代表取締役社長。

## 経歴
東京出身。旧制高千穂中学校(第16期生)を卒業後、横浜高等工業学校応用化学科卒業する。資生堂化粧品店、資生堂パーラー、大阪資生堂、資生堂美容室、資生堂美容具、資生堂化工、資生堂開発、静和興業各株式会社取締役、博道会理事、日本写真会会長を歴任した。　

## 略歴
- 1932年（昭和7年）5月 資生堂入社
- 1935年（昭和10年）4月 渡米
- 1941年（昭和16年）9月 デューク大学卒業帰朝
- 1948年（昭和23年）8月 資生堂化学研究所長代理、11月 研究副所長
- 1952年（昭和27年）1月 資生堂取締役就任
- 1959年（昭和34年）12月 資生堂化学研究所長を委嘱
- 1962年（昭和37年）11月 資生堂常務就任
- 1973年（昭和48年）1月 資生堂専務就任
- 1975年（昭和50年）1月 資生堂社長就任（ - 1978年）
- 1976年（昭和51年）11月 藍綬褒章を受章
- 1978年（昭和53年）2月 資生堂会長就任
- 1981年（昭和56年） 資生堂相談役就任
- 1994年（平成6年）死去

## 家族
- 祖父：福原有信 - 資生堂創業者
- 父：福原信一 - 福原有信の長男
- 母：北岡よね（衆議院議員-北岡文兵衛の四女）
- 長男：福原有一 - 福原興業社長、フクハラアイズ社長、福原コーポレーション社長